# 巴爾多維內什蒂鄉
44°23′N 24°3′E / 44.383°N 24.050°E
巴爾多維內什蒂鄉（羅馬尼亞語：Comuna Baldovinești, Olt），是羅馬尼亞的鄉份，位於該國南部，由奧爾特縣負責管轄，處於布加勒斯特以西160公里，每年平均降雨量962毫米，海拔高度146米，2007年人口902。